# Liste der Baudenkmale in Wildeshausen
In der Liste der Baudenkmale in Wildeshausen stehen alle Baudenkmale der niedersächsischen Stadt Wildeshausen. Der Stand der Liste ist der 15. Juni 2022.

Die Beschreibungen sind den Datenblättern aus dem Denkmalatlas des Niedersächsisches Landesamts für Denkmalpflege entnommen.

## Allgemein
In den Spalten befinden sich folgende Informationen:
- Lage: die Adresse des Baudenkmales und die geographischen Koordinaten. Kartenansicht, um Koordinaten zu setzen. In der Kartenansicht sind Baudenkmale ohne Koordinaten mit einem roten Marker dargestellt und können in der Karte gesetzt werden. Baudenkmale ohne Bild sind mit einem blauen Marker gekennzeichnet, Baudenkmale mit Bild mit einem grünen Marker.
- Bezeichnung: Bezeichnung des Baudenkmales
- Beschreibung: die Beschreibung des Baudenkmales. Unter § 3 Abs. 2 NDSchG werden Einzeldenkmale und unter § 3 Abs. 3 NDSchG Gruppen baulicher Anlagen und deren Bestandteile ausgewiesen.
- ID: die Objekt-ID des Baudenkmales
- Bild: ein Bild des Baudenkmales, ggf. zusätzlich mit einem Link zu weiteren Fotos des Baudenkmals im Medienarchiv Wikimedia Commons. Wenn man auf das Kamerasymbol klickt, können Fotos zu Baudenkmalen aus dieser Liste hochgeladen werden:

## Wildeshausen

### Gruppe: St. Alexander
Baudenkmal (Gruppe):

| Lage                                    | Bezeichnung   | Beschreibung | ID       | Bild           |
| --------------------------------------- | ------------- | ------------ | -------- | -------------- |
| Sägekuhle 5 52° 53′ 56″ N, 8° 26′ 14″ O | St. Alexander |              | 35950843 | Weitere Bilder |

Baudenkmale (Einzeln):

| Lage                                       | Bezeichnung   | Beschreibung | ID       | Bild           |
| ------------------------------------------ | ------------- | --- | -------- | -------------- |
| Sägekuhle 5 52° 53′ 55″ N, 8° 26′ 16″ O    | Bürgerhaus    | Ehem. Ackerbürgerhaus wohl aus der 2. Hälfte des 17. Jhs., in Fachwerk mit Satteldach, ab 1729 Küster- und Organistenhaus, ab 1991 Jugendhaus | 35976560 |                |
| Sägekuhle 7 52° 53′ 56″ N, 8° 26′ 16″ O    | Kirche        | Alexanderkirche (Wildeshausen) | 35977060 | Weitere Bilder |
| Sägekuhle 7 52° 53′ 55″ N, 8° 26′ 17″ O    | Stiftsgebäude | | 35977364 |                |
| Sägekuhle 7 52° 53′ 56″ N, 8° 26′ 18″ O    | Schuppen      | | 49523989 |                |
| Herrlichkeit 6 52° 53′ 56″ N, 8° 26′ 19″ O | Grünanlage    | | 35979345 |                |
| Herrlichkeit 52° 53′ 55″ N, 8° 26′ 18″ O   | Mauer         | | 49522622 |                |

### Gruppe: Ehem. Amtshaus und Amtsgericht
Baudenkmal (Gruppe):

| Lage                                     | Bezeichnung                    | Beschreibung | ID       | Bild |
| ---------------------------------------- | ------------------------------ | ------------ | -------- | ---- |
| Herrlichkeit 52° 53′ 58″ N, 8° 26′ 18″ O | Ehem. Amtshaus und Amtsgericht |              | 35951282 | BW   |

Baudenkmale (Einzeln):

| Lage                                        | Bezeichnung      | Beschreibung                                 | ID       | Bild |
| ------------------------------------------- | ---------------- | -------------------------------------------- | -------- | ---- |
| Herrlichkeit 11 52° 53′ 58″ N, 8° 26′ 15″ O | Gefängnisgebäude | Alte Schließerei von 1909 (ex. Polizeiwache) | 35978344 |      |
| Herrlichkeit 13 52° 53′ 59″ N, 8° 26′ 19″ O | Amtshaus         | Altes Amtshaus von 1730                      | 35977093 |      |
| Herrlichkeit 15 52° 53′ 59″ N, 8° 26′ 19″ O | Amtsgericht      | Gebäude von 1898 mit dem Giebelrisalit       | 35977127 |      |

### Gruppe: Ehem. Taubstummenanstalt
Baudenkmal (Gruppe):

| Lage                                                 | Bezeichnung              | Beschreibung | ID       | Bild |
| ---------------------------------------------------- | ------------------------ | ------------ | -------- | ---- |
| Ehem. Taubstummenanstalt 52° 53′ 58″ N, 8° 26′ 13″ O | Ehem. Taubstummenanstalt |              | 35951321 |      |

Baudenkmale (Einzeln):

| Lage                                       | Bezeichnung | Beschreibung | ID       | Bild |
| ------------------------------------------ | ----------- | --- | -------- | ---- |
| Herrlichkeit 9 52° 53′ 58″ N, 8° 26′ 14″ O | Schule      | Gehörlosenschule (später bis 2022: Polizei): T-förmige verputzte ehem. Taubstummenanstalt / Gehörlosenschule von 1895 | 35978316 |      |
| Herrlichkeit 9 52° 53′ 59″ N, 8° 26′ 12″ O | Turnhalle   | Putzbau von 1908 auf winkelförmigem Grundriss. Haupttrakt quergelagert mit Walmdach                                   | 35979151 |      |

### Gruppe: Gerberei Burgstraße 11
Baudenkmal (Gruppe):

| Lage                        | Bezeichnung            | Beschreibung | ID       | Bild |
| --------------------------- | ---------------------- | --- | -------- | ---- |
| 52° 53′ 47″ N, 8° 26′ 14″ O | Gerberei Burgstraße 11 | Komplex einer Gerberei wohl der 1880er Jahre, bestehend aus dem Vorderhaus an der Straße und dem der Trocknung dienenden Hinterhaus. | 35950929 |      |

Baudenkmale (Einzeln):

| Lage                                      | Bezeichnung | Beschreibung | ID       | Bild |
| ----------------------------------------- | ----------- | --- | -------- | ---- |
| Burgstraße 11 52° 53′ 47″ N, 8° 26′ 14″ O | Gerberei    | L-förmiger Backsteinbau von um 1885 mit Walmdach, geschossteilendem Gesims, horizontalen Bändern, Traufgesims und Eckquaderung sowie Relief über dem Eingang mit Wappenschild | 35977624 |      |
| Burgstraße 11 52° 53′ 47″ N, 8° 26′ 15″ O | Gerberei    | 2-schoss. Hinterhaus von wohl um 1885 mit Satteldach und Obergeschoss in Fachwerk mit Steinausfachungen, es diente zum Trocknen des gegerbten Leders                          | 35977599 | BW   |

### Gruppe: Villa Hoffmannshöhe
Baudenkmal (Gruppe):

| Lage                        | Bezeichnung         | Beschreibung                                                           | ID       | Bild |
| --------------------------- | ------------------- | ---------------------------------------------------------------------- | -------- | ---- |
| 52° 53′ 56″ N, 8° 26′ 39″ O | Villa Hoffmannshöhe | Villa von 1841 für den Vermessungsinspekteur Christian Ludwig Hoffmann | 35950827 |      |

Baudenkmale (Einzeln):

| Lage                                   | Bezeichnung | Beschreibung                                         | ID       | Bild |
| -------------------------------------- | ----------- | ---------------------------------------------------- | -------- | ---- |
| Huntetor 8 52° 53′ 56″ N, 8° 26′ 38″ O | Villa       | klassizistische Villa von 1841 mit Mittelrisalit     | 35976952 | BW   |
| Huntetor 8 52° 53′ 56″ N, 8° 26′ 39″ O | Remise      | Bau von 1841                                         | 35977412 | BW   |
| Huntetor 8 52° 53′ 55″ N, 8° 26′ 39″ O | Park        | Weitläufiges, parkartig gestaltetes Gartengrundstück | 35977390 | BW   |

### Gruppe: Hofanlage Pestrup
Baudenkmal (Gruppe):

| Lage                                | Bezeichnung       | Beschreibung | ID       | Bild |
| ----------------------------------- | ----------------- | --- | -------- | ---- |
| Pestrup 52° 51′ 49″ N, 8° 28′ 12″ O | Hofanlage Pestrup | Hofanlage des 18. und 19. Jhs., mit Wohnwirtschaftsgebäude, Querscheune, Längsscheune, Remise, Stall, Bleicherhütte und Backhaus sowie jüngeren Gebäuden. | 35950758 | BW   |

Als Einzeldenkmale

| Lage                                  | Bezeichnung              | Beschreibung                                                                    | ID       | Bild |
| ------------------------------------- | ------------------------ | ------------------------------------------------------------------------------- | -------- | ---- |
| Pestrup 4 52° 51′ 51″ N, 8° 28′ 12″ O | Stall                    | Stall wohl aus der zweiten Hälfte des 19. Jh.                                   | 35977723 | BW   |
| Pestrup 4 52° 51′ 50″ N, 8° 28′ 12″ O | Wohn-/Wirtschaftsgebäude | Gebäude von 1747 in Fachwerk mit Steinausfachungen                              | 35976610 | BW   |
| Pestrup 4 52° 51′ 50″ N, 8° 28′ 14″ O | Backhaus                 | Haus von 1756 als Wandständerbau in Fachwerk und Satteldach                     | 35976688 | BW   |
| Pestrup 4 52° 51′ 50″ N, 8° 28′ 13″ O | Bleichhütte              | Kleine Hütte wohl aus der zweite Hälfte des 19. Jh. in Fachwerk mit Krüppelwalm | 35976662 | BW   |
| Pestrup 4 52° 51′ 50″ N, 8° 28′ 11″ O | Scheune                  | Querscheune                                                                     | 35976635 | BW   |
| Pestrup 4 52° 51′ 49″ N, 8° 28′ 10″ O | Remise                   | Remise wohl aus der ersten Hälfte des 19. Jh. als Wandständerbau in Fachwerk    | 35977698 | BW   |
| Pestrup 4 52° 51′ 49″ N, 8° 28′ 7″ O  | Scheune                  | Längsscheune von 1829 aus Fachwerk mit Steinausfachungen und Satteldach         | 35976714 | BW   |

### Gruppe: Lohmühle
Baudenkmal (Gruppe):

| Lage                       | Bezeichnung | Beschreibung | ID       | Bild |
| -------------------------- | ----------- | ------------ | -------- | ---- |
| 52° 50′ 48″ N, 8° 27′ 7″ O | Lohmühle    |              | 35951493 | BW   |

Baudenkmale (Einzeln):

| Lage                                     | Bezeichnung              | Beschreibung                                                                       | ID       | Bild |
| ---------------------------------------- | ------------------------ | ---------------------------------------------------------------------------------- | -------- | ---- |
| Lohmühle 10 B 52° 50′ 47″ N, 8° 27′ 8″ O | Wassermühle              | Wandständerbau in Fachwerk mit verputzten Ausfachungen und Satteldach              | 35976812 |      |
| Lohmühle 52° 50′ 47″ N, 8° 27′ 8″ O      | Mühlenbach               | Nebenfluss der Hunte; er wird nicht mehr aufgestaut                                | 49651715 | BW   |
| Lohmühle 52° 50′ 48″ N, 8° 27′ 6″ O      | Wohn-/Wirtschaftsgebäude | Hallenhaus in Vierständerbauweise von 1849 auf der nördlich benachbarten Hofanlage | 35978819 | BW   |
| Lohmühle 52° 50′ 48″ N, 8° 27′ 6″ O      | Backhaus                 |                                                                                    | 35978846 | BW   |

### Gruppe: Hofanlage Hanstedt 4
Baudenkmal (Gruppe):

| Lage                                 | Bezeichnung          | Beschreibung                                                                                         | ID       | Bild |
| ------------------------------------ | -------------------- | --- | -------- | ---- |
| Hanstedt 52° 49′ 56″ N, 8° 25′ 33″ O | Hofanlage Hanstedt 4 | Hofanlage, mit Wohn-/Wirtschaftsgebäude, heute Stall und ein Speicher aus der 2. Hälfte des 18. Jhs. | 35951098 | BW   |

Baudenkmale (Einzeln):

| Lage                                             | Bezeichnung              | Beschreibung | ID       | Bild |
| ------------------------------------------------ | ------------------------ | --- | -------- | ---- |
| Hanstedt, Hanstedt 4 52° 49′ 56″ N, 8° 25′ 39″ O | Wohn-/Wirtschaftsgebäude | Fachwerkbau mit Steinausfachungen und Satteldach aus der 2. Hälfte des 18. Jh.                                  | 35977574 | BW   |
| Hanstedt, Hanstedt 4 52° 49′ 56″ N, 8° 25′ 37″ O | Wohn-/Wirtschaftsgebäude | Zweiständerhallenhaus von 1777 mit Fachwerk in engem Raster und Steinausfachungen sowie Satteldach; heute Stall | 35978140 | BW   |

### Gruppe: Heinefelder Wassermühle
Baudenkmal (Gruppe):

| Lage                       | Bezeichnung             | Beschreibung                                               | ID       | Bild |
| -------------------------- | ----------------------- | ---------------------------------------------------------- | -------- | ---- |
| 52° 55′ 4″ N, 8° 19′ 34″ O | Heinefelder Wassermühle | 1487 erstmals urkundlich erwähnt, 1802 neues Mühlengebäude | 49640945 | BW   |

Baudenkmale (Einzeln):

| Lage                                      | Bezeichnung   | Beschreibung | ID       | Bild |
| ----------------------------------------- | ------------- | --- | -------- | ---- |
| Heinefelde 2 A 52° 55′ 4″ N, 8° 19′ 35″ O | Mühlengebäude | Gebäude von 1802 als Fachwerkhaus mit Steinausfachungen auf Felssteinsockel, mit Satteldach und Kranhaus; heute privates Wohnhaus und musealer Mühlenbetrieb möglich | 35977920 |      |
| Heinefelde 2 A 52° 55′ 4″ N, 8° 19′ 34″ O | Mühlenbach    | Hageler Bach ein Nebenfluss der Hunte | 35979517 | BW   |
| Heinefelde 2 A 52° 55′ 2″ N, 8° 19′ 35″ O | Mühlteich     | Mühlteich, früher viermal so groß | 35979319 | BW   |

### Gruppe: Hofanlage Hanstedt 4
Baudenkmal (Gruppe):

| Lage                        | Bezeichnung          | Beschreibung | ID       | Bild |
| --------------------------- | -------------------- | ------------ | -------- | ---- |
| 52° 49′ 57″ N, 8° 25′ 38″ O | Hofanlage Hanstedt 4 |              | 35951098 | BW   |

Baudenkmale (Einzeln):

| Lage                                     | Bezeichnung              | Beschreibung                                                                                 | ID       | Bild |
| ---------------------------------------- | ------------------------ | -------------------------------------------------------------------------------------------- | -------- | ---- |
| Hanstedt 4 52° 49′ 56″ N, 8° 25′ 37″ O   | Wohn-/Wirtschaftsgebäude | Gebäude von 1777 als Zweiständerhallenhaus in Fachwerk mit Steinausfachungen und engem Raste | 35978140 | BW   |
| Hanstedt 4 B 52° 49′ 56″ N, 8° 25′ 39″ O | Speicher                 | Speicher aus der 2. Hälfte des 18. Jh. in Fachwerk mit Satteldach,                           | 35977574 | BW   |

### Baudenkmale (Einzeln)
| Lage                                              | Bezeichnung                            | Beschreibung | ID       | Bild           |
| ------------------------------------------------- | -------------------------------------- | --- | -------- | -------------- |
| Am Markt 1 52° 53′ 49″ N, 8° 26′ 10″ O            | Rathaus                                | Backsteinbau mit Satteldach und nordseitigen Treppengiebel, im Obergeschoss drei Spitzbogenfenster, westseitig Spitzbogenblenden, jüngerer Anbau, ostseitiger jüngerer Anbau und links zweigeschossiger Anbau mit Obergeschoss in Fachwerk, Kern noch 14. Jh., Nordwand und Westwand 15. Jh., Ratsstube Kern 16. Jh., Spritzenhaus wohl 18. Jh., beide umgebaut        | 35977206 | Weitere Bilder |
| Am Markt 52° 53′ 50″ N, 8° 26′ 11″ O              | Marktbrunnen                           | Sandsteinbrunnen vom Bildhauer Theophilus Wilhelm Frese mit quadratischem Brunnenstock mit Inschriften: „STADT / WILDESHAUSEN“, und „ANNO / 1747“, mit oberer Vase, zwei Brunnenschalen sowie Leitungen und Pumpenschwängel | 35977254 |                |
| Westerstraße 3 52° 53′ 50″ N, 8° 26′ 12″ O        | Wohn-/Geschäftshaus                    | Gelegen im Hof hinter dem Haus Huntestraße 5. Zweigeschossiger Fachwerkspeicher mit vorkragendem Obergeschoss unter Schopfwalmdach. An der Traufseite Gaupe, ehemals mit Ladeluke und Winde. Ausfachungen verputzt, im Giebel in Backstein. Erbaut wohl am Anfang des 19. Jhs.                                                                                         | 35977181 |                |
| Grüne Straße 4 52° 53′ 52″ N, 8° 26′ 14″ O        | Speicher (Bauwerk)                     | 2-gesch. Fachwerkspeicher vom 19. Jh. mit vorkragendem Obergeschoss und Krüppelwalmdach mit Dachhaus als ehemalige mit Ladeluke und Winde | 35978195 |                |
| Kirchstraße 6 52° 53′ 53″ N, 8° 26′ 13″ O         | Wohnhaus                               | Verputztes Eck- und Doppelhaus von um 1910/15 mit zwei steilen Giebel und Satteldächern, verbunden durch einen zweigeschossigen Trakt mit Quersatteldach, mit zwei Eingängen, aber nur einem Treppenhaus | 45536754 |                |
| Kirchstraße 8 52° 53′ 54″ N, 8° 26′ 13″ O         | Bürgerhaus (Wohnhaus)                  | | 35977770 | BW             |
| Sägekuhle 2 52° 53′ 54″ N, 8° 26′ 13″ O           | Wohn-/Wirtschaftsgebäude               | | 35977792 | BW             |
| Garmhausen 1 52° 49′ 47″ N, 8° 27′ 58″ O          | Backhaus                               | Kleiner Backsteinbau unter Satteldach mit rundbogiger Eingangstür an der Giebelseite und Rundbogenfenstern. Backsteingliederung: Bogenrahmungen, geschossteilender Zahnfries. Erbaut wohl im 3. Viertel des 19. Jhs. | 35977550 | BW             |
| Westertor 8 52° 53′ 42″ N, 8° 25′ 57″ O           | Wohnhaus                               | Giebelständiger eineinhalbgeschossiger Putzbau von 1890 mit Drempel und Satteldach und mittigem Eingang; Typ: Oldenburger Hundehütte | 35976871 |                |
| Westertor 5 52° 53′ 41″ N, 8° 25′ 59″ O           | Renaissanceportal vom „Huder Zollhaus“ | Portal vom Huder Zollhaus von 1646 erbaut für den Tuchhändler Dietrich Steneken, 1969 abgebrochen; das Portal wurde geborgen und 1985 hier eingebaut. Hölzerne Pfosten und Bogen sowie Bogenstirn mit reicher Rollwerkornamentik, im Scheitel Löwenkopf und seitlich Wappenschilde, datiert „1646“. Oberer Abschluss mit von Konsolen getragenem Vordach frei ergänzt. | 35977506 |                |
| Ahlhorner Straße 10 52° 53′ 45″ N, 8° 25′ 45″ O   | Villa                                  | Putzbau von 1852 mit Satteldach, Mittelrisalit vorgezogen Umgeben von einem großen, parkartig gestalteten Garten. Erbaut, Pergola 1878, Umbau des Inneren, Giebelmosaik und Trauffries vom 1906. | 35976842 | Weitere Bilder |
| 52° 53′ 51″ N, 8° 26′ 3″ O                        | Stadtwall                              | Mauer als unregelmäßiges Oval mit drei Toren. unter Einbeziehung der Burg im Südosten. Seit dem Ende des 18. Jhs. Rückbau und Anlage einer Grünanlage mit Promenadenweg mit unregelmäßig angeordneter Baumbestand, überformende Gestaltung in den 1990er Jahren. | 35977649 |                |
| Westerstraße 50 52° 53′ 43″ N, 8° 26′ 3″ O        | Wohnhaus                               | Eckhaus als Backsteinbau aus den 1890er Jahren, Walmdach mit zwei geschweiften Giebelgauben Erbaut wohl in den 1890er Jahren. | 35976901 |                |
| Westerstraße 27 52° 53′ 44″ N, 8° 26′ 7″ O        | Wohn-/Geschäftshaus                    | Putzbau von 1890 mit Walmdach und mittigem Giebelrisalit, Erdgeschoss mit modernen Ladenfenster | 35977303 |                |
| Westerstraße 25 52° 53′ 45″ N, 8° 26′ 7″ O        | Wohn-/Geschäftshaus                    | Backsteinbau aus den 1890er Jahren mit Satteldach und mittigem Eingang | 35977280 |                |
| Wittekindstraße 52° 53′ 42″ N, 8° 26′ 20″ O       | Kriegerdenkmal                         | Tempelartiges Ehrenmal von 1924 auf dem Burgberg, für die Toten der Weltkriege und Ehrenmal für die Opfer nationalsozialistischer Gewalt, offene Pfeilerhalle aus Sandstein und Stahlbeton mit Gebälk und Treppenfries und cellaartiger Bau im Hof | 35978219 |                |
| Delmenhorster Straße 52° 54′ 5″ N, 8° 26′ 37″ O   | Friedhof                               | Jüdischer Friedhof Wildeshausen | 35977008 | Weitere Bilder |
| Delmenhorster Straße 4 52° 54′ 7″ N, 8° 26′ 40″ O | Wohnhaus                               | Backsteinbau von 1906 mit Drempel und Satteldach (Typus: Oldenburger Hundehütte), rechte Seite mit mittigem Eingang, darüber Zwerchhaus und jüngerer Balkon | 35977037 |                |
| Harpstedter Straße 2 52° 53′ 59″ N, 8° 26′ 39″ O  | Gasthof                                | Gebäude von um 1900 mit Drempel, mittigem Eingang und Satteldach sowie mit traufständigen Seitenflügel; das Haupthaus gehört zum Typus der Oldenburger Hundehütte | 35976983 |                |
| Wittekindstraße 2 52° 53′ 50″ N, 8° 26′ 23″ O     | Brennerei                              | Kornbrennerei: 1857 in der Huntestr., 1895 in der Wittekindstr., 1982–2021 Brennereimuseum | 35977673 |                |
| Burgstraße 19 52° 53′ 44″ N, 8° 26′ 18″ O         | Kirche St. Peter                       | | 35976926 | Weitere Bilder |
| Visbeker Straße 15 52° 53′ 27″ N, 8° 25′ 48″ O    | Ehrenfriedhof                          | Kriegsgräberstätte | 35977436 |                |
| Bargloy 20 52° 53′ 28″ N, 8° 24′ 48″ O            | Scheune                                | Fachwerkscheune aus der 1. Hälfte des 19. Jh. mit zwei Querdurchfahrten und Satteldach | 35977458 |                |
| Pestrup 52° 51′ 53″ N, 8° 28′ 6″ O                | Straßenpflaster                        | Dorfstraße Pestrup | 41769470 | BW             |
| Aumühle 8 B 52° 54′ 13″ N, 8° 21′ 44″ O           | Sägewerk                               | Die Wassermühle wurde erstmals 1383 erwähnt. | 35979223 | BW             |
| Aumühle 8 B 52° 54′ 13″ N, 8° 21′ 43″ O           | Lagergebäude                           | 2-Gesch. Gebäude von 1864 und 1-gesch. Sägewerk von 1912 | 35978290 |                |
| Aumühle 8 B 52° 54′ 13″ N, 8° 21′ 43″ O           | Wehr                                   | Verklinkertes Betriebsgebäude mit mehrteiligem Stauwehr | 35979593 | BW             |
| Aumühle 52° 54′ 13″ N, 8° 21′ 44″ O               | Mühlenbach                             | Teil der Aue | 49644057 | BW             |
| Aumühle 52° 54′ 11″ N, 8° 21′ 39″ O               | Mühlenteich                            | | 49644057 |                |
| Holzhausen 32 52° 52′ 50″ N, 8° 22′ 24″ O         | Schafstall                             | | 35977747 | BW             |
| Holzhausen 14 52° 52′ 41″ N, 8° 22′ 31″ O         | Wohn-/Wirtschaftsgebäude               | | 35976764 | BW             |
| Düngstrup 1 52° 51′ 40″ N, 8° 24′ 3″ O            | Wohn-/Wirtschaftsgebäude               | Zweiständerhallenhaus von 1825 (Inschrift) in rasterförmigen Fachwerk mit Steinausfachungen | 35976789 | BW             |
| Kleinenkneten 8 52° 50′ 58″ N, 8° 25′ 5″ O        | Backhaus                               | | 35976789 | BW             |
| Garmhausen 1 52° 49′ 46″ N, 8° 27′ 58″ O          | Backhaus                               | | 35977550 | BW             |
| Bühren 13 52° 50′ 39″ N, 8° 28′ 18″ O             | Scheune                                | | 35978115 | BW             |
| Glane 2 52° 56′ 2″ N, 8° 21′ 15″ O                | Nebengebäude                           | | 35978923 | BW             |